# تاکئو هوشی
تاکئو هوشی (ژاپنی: 星 岳雄؛ زادهٔ ۱ ژانویهٔ ۱۹۶۰) یک اقتصاددان ژاپنی دارای مدرک دکترا در زمینه اقتصاد از دانشگاه کالیفرنیا، سن دیگو و مدرس در رشته اقتصاد در دانشگاه توکیو است.

## شغل، تحقیق و تدریس
هوشی در دانشگاه توکیو در رشته علوم اجتماعی تحصیل کرد و در سال ۱۹۸۳ به عنوان لیسانس هنرهای لیبرال (به انگلیسی برای 教養学士، kyōyō gakushi) فارغ‌التحصیل شد. سپس به آمریکا رفت. او در سال ۱۹۸۸ از مؤسسه فناوری ماساچوست با مدرک دکترا فارغ‌التحصیل شد. در اقتصاد او سپس تماس دانشگاه کالیفرنیا، سن دیگو را پذیرفت. در ابتدا تا سال ۱۹۹۴ استادیار بود و تا سال ۲۰۰۰ دانشیار بود تا اینکه در آنجا به عنوان استاد تمام منصوب شد. او همزمان کرسی‌های استاد مدعو در دانشگاه‌های مختلف ژاپن داشت. در سال ۲۰۰۵ جایزه ناکاهارا را از انجمن اقتصادی ژاپن دریافت کرد.
تمرکز کار هوشی در حوزه تحقیق در مورد سیستم‌های مالی است که سیستم مالی ژاپن نقش اصلی را ایفا می‌کند. او همچنین به سیاست‌های پولی و حاکمیت شرکتی علاقه‌مند است.
هوشی از سال ۱۹۸۸ به عضویت انجمن اقتصادی آمریکا درآمد و در سال ۲۰۰۲ به انجمن اقتصادی ژاپن پیوست. در سال ۲۰۰۵ جایزه ناکاهارا  را از آنها دریافت کرد. او به عنوان رئیس دانشکده روابط بین‌الملل و مطالعات اقیانوس آرام در UCSD از اوت تا دسامبر ۲۰۰۶ و فوریه تا اوت ۲۰۰۹ خدمت کرد.
از سال ۲۰۱۶ تا ۲۰۱۸، او به عنوان رئیس بنیاد تحقیقات سیاست توکیو خدمت کرد.

## نظرها
او در یک مصاحبه با عنوان چشم‌انداز اقتصادی ژاپن در سال ۲۰۱۸ و فراتر از آن عنوان کرده‌است: 
این ایده وجود دارد که کاهش جمعیت و پیری جمعیتی پایان رشد اقتصادی برای ژاپن است. اما عوامل جمعیت شناختی تنها بخشی از معادله است. برای مثال، در طول دوره رشد سریع ژاپن، تولید ناخالص داخلی با نرخ سالانه حدود ۸ درصد افزایش یافت، اما تنها ۱ درصد از این افزایش را می‌توان به رشد جمعیت نسبت داد. بقیه نتیجه رشد بهره‌وری بود؛ بنابراین، به جای استفاده از کاهش جمعیت به عنوان بهانه، باید به فکر راه‌هایی برای بهبود بهره‌وری و تدوین سیاست‌هایی برای این منظور باشیم. به بیان دیگر، تا زمانی که بتوانیم اصلاحات لازم برای افزایش بهره‌وری را اجرا کنیم، هیچ ترسی از پیری یا کاهش جمعیت نداریم. از این منظر، چشم‌انداز بلندمدت اقتصاد ژاپن بسیار روشن‌تر به نظر می‌رسد.
سیستم‌های ژاپن، همان‌طور که سیستم تأمین اجتماعی ما نشان می‌دهد، با در نظر گرفتن یک هرم جمعیتی بالا طراحی نشده‌است. ما باید این عدم تطابق را اصلاح کنیم. واضح است که بدون چنین اصلاحاتی، در آینده با مشکلات بزرگی روبرو خواهیم شد. این مشکلات به‌طور ناگهانی در سال ۲۰۲۵ یا ۲۰۲۶ ظاهر نمی‌شوند. آنها در حال ظهور هستند و در سال‌های آینده بدتر خواهند شد. کاهش مبالغی که برای سالمندان خرج می‌کنیم مهم است، اما همچنین باید سیستم‌هایی طراحی کنیم که به آنها کمک کند حتی با بالا رفتن سن از یک زندگی سازنده لذت ببرند. مقوله «سالمندان پیشرفته» شامل افراد ۷۵ ساله به بالا می‌شود، اما افراد ۷۵ ساله امروزی احتمالاً به اندازه افراد ۵۵ ساله گذشته سالم هستند. بسیاری از هفتادساله‌ها هنوز قادر به کار هستند و بسیاری نیز مشتاق هستند.

### افزایش بهره‌وری
او در مقاله ای تحت عنوان مزایای جمعیتی ژاپن می‌نویسد:
در تفکر در مورد اینکه کاهش جمعیت چگونه بر فعالیت اقتصادی تأثیر می‌گذارد، بررسی هر یک از سه عامل مؤثر در رشد تولید ناخالص داخلی مفید است، یعنی نرخ رشد جمعیت، مشارکت نیروی کار (نیروی کار به عنوان درصدی از کل جمعیت) و بهره‌وری (بازده تقسیم بر نیروی کار). نرخ رشد اقتصادی مجموع این سه مولفه است. اقتصاد در ژاپن در طول دهه‌های ۱۹۵۰ و ۱۹۶۰ حدود ۸ درصد رشد کرد. حتی در دوره رشد اقتصادی بالا، جمعیت بیشتر (مجموع ارقام «جمعیت» و «مشارکت نیروی کار») به‌طور مستقیم تنها ۱ تا ۱٫۵ درصد سهم داشته‌است. ۷ امتیاز باقی مانده از افزایش بهره‌وری حاصل شده‌است. چالش‌های جمعیت شناختی پیش روی ژاپن نباید به عنوان یک فشار بر اقتصاد تلقی شود. در واقع، آنها حتی ممکن است به انگیزه ای برای رشد تبدیل شوند و نوآوری‌هایی را به وجود آورند که بهره‌وری را تقویت می‌کنند. با توجه به اینکه انتظار می‌رود هوش مصنوعی در آینده نزدیک جایگزین کارگران انسانی شود، کاهش جمعیت را می‌توان خبر خوبی در نظر گرفت، زیرا معرفی جسورانه فناوری‌هایی با پتانسیل ایجاد رشد تازه را تسهیل می‌کند.